# Gohan
Son Gohan (jap. 孫悟飯 Son Gohan) je lik iz mange „Zmajeva kugla“ i anime serijala „Zmajeva kugla Z“ i „Zmajeva kugla GT“. On je prvi Gokuov sin i polu-Sajonac, polu-Zemljanin. Dobio je ime po Gokuovom usvojenom dedi Gohanu. Iako je sin Gokua i Či-Či, više izgleda kao Jamača svojim frizurama (šta više, Goten izgleda kao Goku frizurom). Vrlo je stidljiv i pametan, i još kao dečak dosta moćan, baš kao i njegov otac. Kasnije tokom serijala postaje jedan od Z boraca.
Pikolo mu postaje trener i uzima ga za učenika nakon sto pobede Radisa.